# Ghiandole cardiali
Nell'anatomia le ghiandole cardiali sono una forma di ghiandole tubulari che si immettono nelle fossette gastriche. Sono contenute nello spessore della tonaca propria e presenti sia nel versante esofageo sia in quello gastrico del cardias.

## Anatomia
Esse si dividono in superiori e inferiori che si trovano fra la mucosa gastrica ed esofagea, occupano per pochi mm il cardias (5-6).